# Eleven Burial Masses
Eleven Burial Masses – kompilacja angielskiej grupy muzycznej Cradle of Filth. Wydawnictwo ukazało się w 2007 roku nakładem Peaceville Records.

## Lista utworów
Źródło.
1. „The Ceremony Opens (Intro)”
2. „Lord Abortion”
3. „Ebony Dressed for Sunset”
4. „The Forest Whispers My Name”
5. „Cthulhu Dawn”
6. „Dusk and Her Embrace”
7. „The Principle of Evil Made Flesh”
8. „Cruelty Brought Thee Orchids”
9. „Her Ghost in the Fog”
10. „Summer Dying Fast”
11. „Creatures that Kissed in Cold Mirrors”
12. „From the Cradle to Enslave”
13. „Queen of Winter, Throned"